# Wanda Polaczkowa
Wanda Emilia Polaczkowa (ur. 4 kwietnia 1901 w Drohobyczu, zm. 3 marca 1985 w Warszawie) – polska chemik, profesor zwyczajny Politechniki Warszawskiej o specjalności chemia organiczna.

## Życiorys

### Młodość
Wanda Emilia Brydówna urodziła się 4 kwietnia 1901 w Drohobyczu, w rodzinie Piotra Brydy i Julii z Rotterów. Do szkoły średniej uczęszczała we Lwowie, następnie w Jaśle, gdzie w 1920 ukończyła Państwowe Gimnazjum Klasyczne i zdała maturę. Służyła w Ochotniczej Legii Kobiet. Od 1921 studiowała na Wydziale Filozoficznym Uniwersytetu Poznańskiego, w 1926 otrzymała tytuł doktora filozofii w dziedzinie chemii. Równolegle od 1924 była zatrudniona w charakterze asystentki na tym Wydziale. W 1927 jako stypendystka Ministerstwa Wyznań Religijnych i Oświecenia Publicznego wyjechała do Francji i przez rok zdobywała wiedzę pracując w Zakładzie Chemii Terapeutycznej Instytutu Pasteura pod kierunkiem Ernesta Fourneau, gdzie zajmowała się aminoalkoholami.
Po powrocie do kraju w 1929 przeprowadziła się do Warszawy, gdzie znalazła zatrudnienie prof. Ludwika Szperla w Zakładzie Chemii Organicznej Politechniki Warszawskiej. Od 1932 prowadziła również wykłady w Wolnej Wszechnicy Polskiej. W 1935 obroniła habilitację i uzyskała stypendium Funduszu Kultury Narodowej pozwalające na roczny pobyt w Kaiser Wilhelm Institut für Medizinische Forschung w Heidelbergu, gdzie pracowała w laboratorium prof. Richarda Kuhna, m.in. nad fosfatydami i aminokwasami. Wróciwszy do kraju, w 1936 zawarła związek małżeński z dr. inż. Marianem Polaczkiem (ur. 1904), pracującym jako starszy asystent w Zakładzie Chemii Organicznej na Wydziale Chemii Politechniki Warszawskiej. W 1939 została powołana na członkinię korespondencyjnego Towarzystwa Naukowego Warszawskiego.

### Lata 1939–1945
Podczas II wojny światowej poza pracą zarobkową prowadziła tajne wykłady na Wydziale Lekarskim zakonspirowanego w Warszawie Uniwersytetu Poznańskiego i na Wydziale Farmacji Uniwersytetu Warszawskiego. W 1940 mąż Wandy, podporucznik uzbrojenia rezerwy Marian Polaczek został zamordowany przez sowietów w Charkowie w ramach zbrodni katyńskiej. Po powstaniu warszawskim dostała się do niewoli i została wywieziona na roboty do Niemiec do pracy przy układaniu torów kolejowych, a następnie pracowała w fabryce chemicznej „Goda” we Wrocławiu, gdzie przetrwała walki w ramach Festung Breslau ukrywając się w gruzach. Po przejściu frontu udało się jej przedostać do Warszawy, gdzie 15 kwietnia 1945 zgłosiła się do pracy na Politechnice. Gdy 22 maja 1945 odbyło się posiedzenie Rady Wydziału Chemicznego prof. Wanda Polaczkowa była jednym z pięciu członków zasiadających w tej radzie.

### Po 1945
Od roku akademickiego 1945/1946 Wanda pełniąc funkcję zastępcy profesora kierowała Katedrą Chemii Organicznej (na tym stanowisku pracowała do 1971, kiedy przeszła na emeryturę). W 1948 uzyskała tytuł profesora nadzwyczajnego, a dziewięć lat później zwyczajnego.

## Dorobek naukowy
Profesor Wanda Polaczkowa uczestniczyła w pracach komisji Polskiego Towarzystwa Chemicznego, Polski Komitet Normalizacyjny i Komitetu Badań Naukowych. Poza jedenastoma referatami, pięćdziesięcioma dwoma pracami naukowymi, opracowaniami i pozostałą bibliografią (m.in. opracowanie Polskie piśmiennictwo chemiczne z zakresu chemii organicznej i technologii chemicznej z 1951, praca zbiorowa Preparatyka organiczna z 1954, Kalendarz Chemiczny i inne) Wanda Polaczkowa była tłumaczką podręczników akademickich, monografii i opracowań. Do tej grupy należą m.in.:

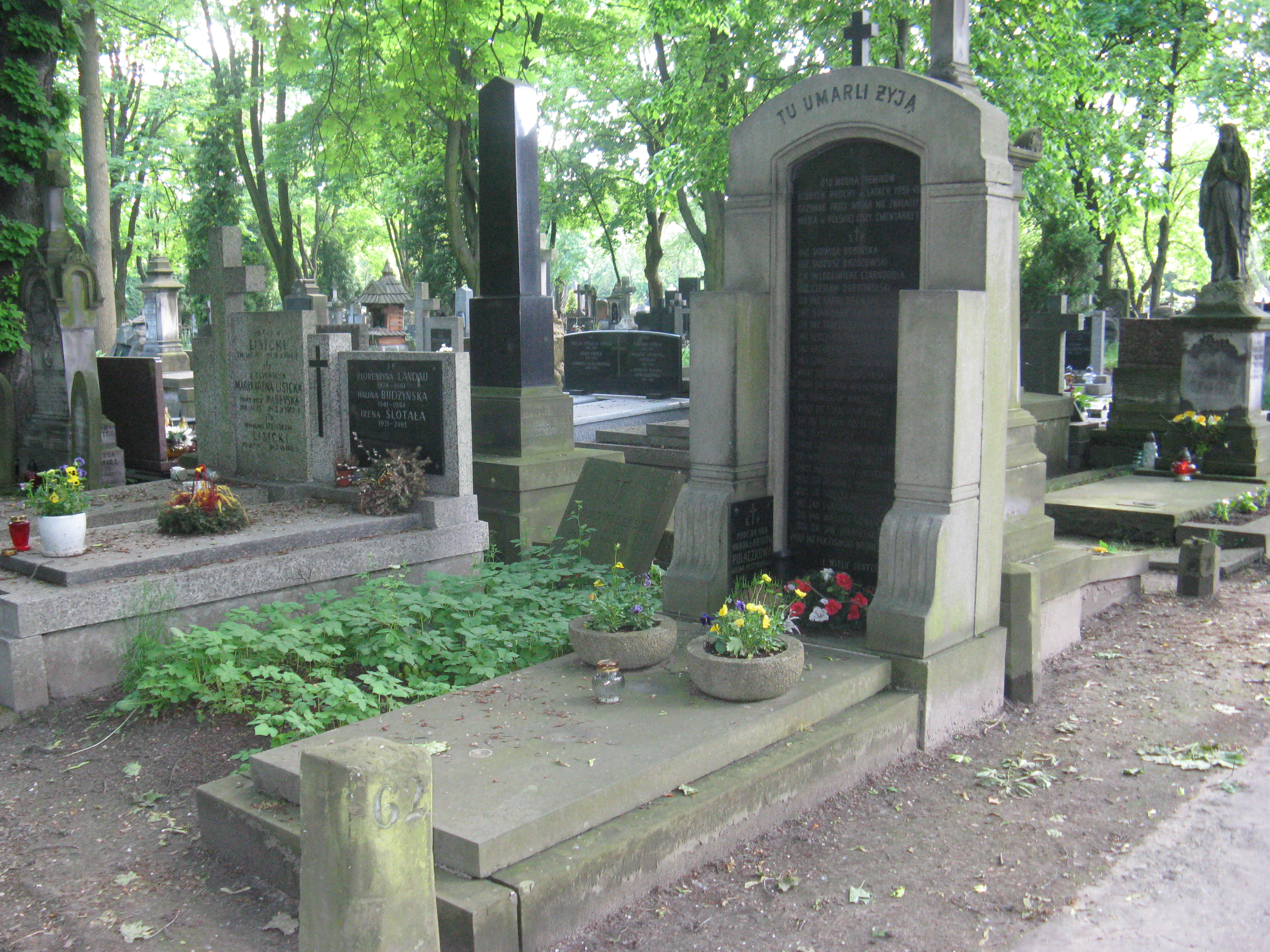
Grobowiec Wandy Polaczkowej i Heleny Czarnodolowej na cmentarzu Powązkowskim w Warszawie

- Chemia organiczna, Arnold Frederic Holleman, Friedrich Richter (1946),
- Preparatyka Organiczna, August J. Vogel (1964),
- Chemia Organiczna”, John Dombrowski Roberts, Marjorie Constance Caserio (1969),
- Chemia Organiczna. Reakcje, mechanizmy, budowa, Jerry March (1975).

Trudno jest oszacować w pełni jej dorobek naukowy ponieważ konsekwentnie zabraniała umieszczania swoich personaliów w pracach, które tylko konsultowała merytorycznie i nie brała udziału w ich powstawaniu. Podobnie było z pracami, które stanowiły kontynuację prowadzonych przez nią badań i bazowały na jej doświadczeniach naukowych.
Zmarła 3 marca 1985 w Warszawie, pochowana we wspólnym grobie z mgr chemii Heleną Czarnodolową (1914–1985) na cmentarzu Powązkowskim (kwatera 62-1-1).

## Ordery i odznaczenia
- Złoty Krzyż Zasługi (1939)
- Medal 10-lecia Polski Ludowej (19 stycznia 1955)[9]